# کوه قیه
کوه قیه یکی از کوه‌های شهرستان ماکو در استان آذربایجان غربی است. این کوه در دامنه شهر ماکو و در بافت قدیمی آن واقع شده و ۲۰۰ متر ارتفاع با ۲۵ متر شعاع خمیدگی و ۲۵۰ متر طول است. قلعه ماکو نیز در دامنه همین کوه قرار گرفته‌است.
کوه قیه پس از کلاهک‌های سنگی برزیل و فرانسه سومین کلاهک خمیده سنگی در جهان به‌شمار می‌رود. دامنه این کوه توسط شهرداری ماکو با تجهیزات نور افشانی مهجز شده که به مکانی گردشگری تبدیل شده‌است. برخی از دیوارها و اتاق‌های خانه‌های قدیمی محوطه کوه «قیه» به علت در امان ماندن از بارش برف و باران در زیر چتر سنگی قیه کاملاً سالم و دست نخورده باقی مانده‌است.